# Oskar Hock
Oskar Hock (* 31. Januar 1898 in Babenhausen; † 24. Juni 1976 in Leverkusen) war ein deutscher Arzt, SS-Brigadeführer und Generalmajor der Waffen-SS sowie der Polizei, Leitender Arzt der Konzentrationslager und Chef des Sanitätswesens der Ordnungspolizei.

## Familie, Schule und Erster Weltkrieg
Als Sohn des Arztes Valentin Hock und seiner Ehefrau Anna Mantel besuchte er ein Gymnasium und erlangte das Abitur. Am 13. Dezember 1916 trat er in den Funkdienst einer Ersatzabteilung in München ein. Ab März 1917 diente er als Funker in der Funker-Abteilung 1050 einer Division und bis zum Kriegsende beim Infanterie-Regiment 2. Als Unteroffizier wurde er im Januar 1919 aus dem Militärdienst entlassen.

## Freikorps, Studium, Landarzt
Vom 20. April bis zum 24. Mai 1919 beteiligte er sich an Kämpfen als Angehöriger des Freikorps Goetel (Passau) an der Niederschlagung der Münchner Räterepublik. Danach studierte er das Fach Medizin an den Universitäten von Erlangen, Gießen und Würzburg. Er war Mitglied der Corps Franconia Würzburg (1919) und Bavaria Erlangen (1920). Im Jahr 1923 beendete er das Studium mit dem Staatsexamen und der Promotion zum Dr. med. Es folgte eine zweijährige Tätigkeit am städtischen Krankenhaus in Ludwigshafen als Praktikant und Assistenzarzt. Danach ging er nach Regen im Bayerischen Wald. Dort wirkte er als Landarzt und nebenbei als Arzt bei der Reichsbahn.

## Funktionär der NSDAP und des NS-Ärztebundes
Schon 1928 lag seine politische Haltung als Nationalsozialist fest, als er in die SA und zum 1. September desselben Jahres in die NSDAP eintrat (Mitgliedsnummer 97.862). In Regen leitete er die Ortsgruppe der NSDAP von 1928 bis August 1934. Im Jahre 1929 gehörte er zu den Mitbegründern des Nationalsozialistischen Deutschen Ärztebundes. Für die NSDAP übernahm er das Amt eines Stadtrats in Regen und ab Mai 1933 wurde er 2. Bürgermeister der Stadt.

## Gesundheitsamt Lindau und Erbgesundheitsgericht
Ab dem 1. August 1934 wurde er zum Bezirksarzt von Lindau ernannt. Ein Jahr darauf übernahm er die Leitung des Kreisamtes für Volksgesundheit in Lindau. Beim Erbgesundheitsgericht in Kempten war er auch als Beisitzer tätig, wo er mit über Anträge zur Sterilisation nach dem Gesetz zur Verhütung erbkranken Nachwuchses zu entscheiden hatte. Im August 1935 wurde er zum Leiter des Gesundheitsamtes von Lindau ernannt, wo er auch die Leitung der Verwaltungsstelle 5 beim Amt für Volksgesundheit übernahm.

## Mitglied in der SS und im SS-Sanitätsdienst
Da er sich bei der SS eine weniger von der Bürokratie geprägte Arbeit versprach, wurde er im August 1936 Mitglied der SS (SS-Nummer 276.822). Schon im August 1936 erfolgte seine Versetzung zur Sanitätsstaffel der SS-Verfügungstruppe (SSVT) München-Dachau. Danach kam seine Versetzung zum 1. Februar 1937 nach Berlin zur SS-Sanitätsstaffel der SSVT. Zugleich wurde er Stellvertreter des Kommandeurs der Sanitätsabteilung der SSVT Friedrich Dermietzel und Leiter der SS-Sanitätsschule. Ab dem 1. August 1938 gehörte er zum Stab der Sanitätsabteilung der SSVT von Dermietzel. Einen Monat danach wurde er zur Sanitätsabteilung der SSVT in Wien abkommandiert. Dort wirkte er auch als Truppenarzt der SS-Standarte Wien beim I. Sturmbann der SS-Standarte „Der Führer“. Hock war mit dieser Versetzung nicht zufrieden und fühlte sich benachteiligt.

## Querelen in der SS
Weiterhin schaltete sich der Reichsarzt SS Ernst-Robert Grawitz ein und verteidigte die Haltung von Dermietzel gegenüber Hock. Grawitz belastete sogar Hock, weil dieser offensichtlich als Leiter der Wiener Sanitätsabteilung der dort kasernierten SS überfordert sei (Hock war am 1. Dezember zum Führer der Sanitätsstaffel und zum Standortarzt der SSVT-Wien ernannt worden). Anfang Oktober kamen Reichsführer SS Heinrich Himmler und der Inspekteur der Konzentrationslager Theodor Eicke überein, dass Hock als Leiter des Feldlazaretts der SS-Division Totenkopf eingesetzt werden sollte. Dagegen wandte sich Hock in einem Schreiben vom 12. Oktober 1938 an das SS-Personalhauptamt. Himmler wurde diese Beschwerde mitgeteilt mit der Empfehlung, Hock als Querulanten aus der SSVT und der Allgemeinen SS zu entlassen, was Hock von Himmler am 19. Oktober 1938 schriftlich erfuhr. Nun zeigte Hock sich reumütig gegenüber Grawitz und mit Zustimmung von Himmler wurde Hock am 13. Januar 1940 wieder in die SS aufgenommen und zum Stab des Reichsarztes SS in Berlin kommandiert. Vom 16. Januar bis zum 15. April 1940 übernahm Hock die Dienststellung des Leitenden Arztes der Inspektion der Konzentrationslager in Oranienburg. Danach übernahm Werner Kirchert diese Position, während Hock zum Leitenden Arzt in der Generalinspektion der verstärkten SSVT-Totenkopfstandarten versetzt wurde, die sich ebenfalls in Oranienburg befand.

## Divisionsarzt in Russland
Am 15. August 1940 erfolgte Hocks Versetzung zur Sanitätsinspektion der Waffen-SS im Kommandoamt der Waffen-SS (Amt I) beim SS-Führungshauptamt. Zum Divisionsarzt der SS-Division Totenkopf wurde er am 15. Februar 1941 ernannt. In dieser Division nahm er bis zu seiner Abberufung zum 21. Juni 1943 am Deutsch-Sowjetischen Krieg teil. Über seine Erfahrungen bei Verwundungen unter den Bedingungen des Krieges in der Sowjetunion in den Jahren 1941 und 1942 schrieb er 1947 einen Bericht für die United States Army. Als der Arzt Hermann Eckert (* 5. Mai 1911 in München) des II. Bataillons des 1. Infanterie-Regiments Anfang 1942 einen Bericht über den schlechten Gesundheitszustand wegen der schlechten Ernährung schrieb, unterstützte Hock diesen Standpunkt. Viele Soldaten starben deshalb nach Ansicht von Hock bei Infektionen und bei eingetretenen Schwächen des Kreislaufs. Als Himmler davon erfuhr, verbot er solche Berichte, die Binsenweisheiten enthalten würden.

## Chef im Sanitätswesen der Ordnungspolizei
Am 21. Juni 1943 wurde Hock abberufen und beim Chef des Sanitätswesens der Waffen-SS in der Amtsgruppe D im SS-Führungsamt eingesetzt. Nach Fürsprache von Karl Gebhardt übernahm er ab dem 1. September 1943 das Amt des Chefs des Sanitätswesens der Ordnungspolizei, wobei er auch die Amtsleitung III des Sanitätswesens im Hauptamt Ordnungspolizei bis zum 10. April 1944 führte. Im Januar 1944 war Hock an einer Leberentzündung und als Folge an Gelbsucht schwer erkrankt, so dass ihn der Generalarzt Friedrich Becker vertreten musste. Ab April versah Hock einige Monate seiner Dienstzeit noch beim Sanitätsamt der Waffen-SS, bevor er am 23. August 1944 zum Korpsarzt des XIII. SS-Armeekorps ernannt wurde. Ab 15. November 1944 bis zum Kriegsende im Mai 1945 wurde er noch als Korpsarzt beim II. SS-Panzerkorps eingesetzt.

## Nachkriegszeit
Hock wurde weder während der Nürnberger Prozesse noch sonst vor einem deutschen Gericht in der Nachkriegszeit angeklagt. Im Nürnberger Ärzteprozess gab er entlastende Aussagen für Karl Gebhardt und den Chef des SS-Sanitätswesens Karl Genzken ab. Seine Zeugenaussage vom 11. Februar 1947 wurde dokumentiert. In seiner Zeit der Internierung im US-Lager in Garmisch schrieb er seine Erfahrungen in Russland nieder, die im Jahre 1947 gedruckt wurden. In einer Erklärung vom 17. Januar 1947 behauptete er, gegen seinen Willen zum Leitenden Arzt der Ordnungspolizei ernannt worden zu sein, und er wäre durch seinen Antrag von diesem Amt entbunden worden. Richtig ist vielmehr, dass seine Erkrankung der Leber zum Ende dieser Amtsführung führte, wie es Marco Pukrop zeigen konnte.

## Verurteilung
Am 10. Mai 1948 wurde Hock zu einer Geldstrafe von 10.000 Reichsmark von der 14. Kammer des Spruchgerichts Hiddensen verurteilt, weil er Mitglied einer verbrecherischen Organisation gewesen war. Diese Strafe wurde jedoch ausgesetzt, da sie mit der dreijährigen Internierungshaft von 1945 bis 1948 abgegolten wurde. Nach mehreren Versuchen, diese Verurteilung aufzuheben, sprach dann im Sommer ein Ausschuss für Entnazifizierung in Düsseldorf ihn als Entlasteten der Kategorie V frei, dem Korps der politischen Leiter des NS-Regimes angehört zu haben.
Beim Haupttreuhänder für das Vermögen der NSDAP beantragte er im November 1958, das Guthaben von 1000 DM bei der Stadtsparkasse in Berlin zu überlassen. Er sei seit 1950 als niedergelassener Arzt in Leverkusen tätig mit voller Zulassung bei den Krankenkassen. Im Jahr 1960 wurde ihm dann nach neuen Ermittlungen das Guthaben überlassen. Ende 1958 hatte er sich gegen neue Ermittlungen verwahrt und sich uneinsichtig als Opfer hingestellt, weil seine Familie aus ihrer Wohnung in Berlin vertrieben worden sei und seine Fachbücher und ein Konzertflügel ihm genommen wurden. Er hätte doch als Diffamierter keine Möglichkeiten gehabt, nach einer Gefangenschaft seine Rechte wahrzunehmen, was diese neuen Ermittlungen zeigen würden.

## Dienstgrade und Dienststellungen
- Januar 1919 Unteroffizier und Offiziersaspirant
- Januar 1928 Oberarzt der Reserve
- November 1930 SA-Sanitäts-Sturmbannführer im SA-Sturmbann V/16 in der SA-Gruppe Mittelland
- Juli 1932 SA-Sanitäts-Sturmbannarzt im SA-Sturmbann V/16 in der SA-Gruppe Hochland
- April 1934 SA-Sanitäts-Obersturmbannführer
- Juli 1932 I. Sturmbannarzt des Sturmbanns III der SA-Standarte 20 in Lindau am Bodensee
- August 1936 SS-Sturmbannführer
- September 1936 hauptamtlicher SS-Arzt
- November 1936 SS-Standortarzt und Chefarzt im SS-Lazarett München-Dachau
- Februar 1937 Stellvertreter des Führers der Sanitätsabteilung der SS-Verfügungstruppe und Führer der Sanitätsstaffel der SSVT Berlin
- September 1937 SS-Obersturmbannführer
- August 1938 SS-Sanitätsarzt
- September 1938 Truppenarzt des I. Sturmbann der SS-Standarte „Der Führer“ in Wien
- Dezember 1938 Ernennung zum Führer der Sanitätsstaffel und Standortarzt der SSVT in Wien
- Oktober 1939 Entlassung aus der SS
- Januar 1940 Wiederaufnahme in die SS mit dem bisherigen Dienstgrad SS-Obersturmbannführer
- Januar 1941 Beförderung zum SS-Standartenführer
- November 1942 Beförderung zum SS-Oberführer der Waffen-SS
- September 1943 Beförderung zum SS-Brigadeführer und Generalmajor der Polizei und Waffen-SS

## Auszeichnungen
- Eisernes Kreuz II. Klasse
- Bayerisches Militärverdienstkreuz III. Klasse mit Krone und Schwertern
- Verwundetenabzeichen in Schwarz
- Ehrenkreuz für Frontkämpfer
- Goldenes Ehrenzeichen der NSDAP
- Dienstauszeichnung der NSDAP in Bronze
- Medaille „Winterschlacht im Osten 1941/42“
- Spange zum Eisernen Kreuz II. Klasse
- Eisernes Kreuz I. Klasse
- Kriegsverdienstkreuz II. Klasse mit Schwertern
- Kriegsverdienstkreuz I. Klasse ohne Schwerter

## Schriften
- Erfahrungen mit Lumbalanästhesie an der Würzburger Frauenklinik, Würzburg 1924.
- Experiences in the medical service of a motorized SS Division in 1941/42 in Russia, (In the Demjansk pocket; comments by a division surgeon on medical problems) United States Army, Europe, Historical Division – Foreign Military Studies Branch, 1947 (Zitiert in: World War II German military studies 1, Part I., introduction & guide, New York 1979).